# Adam Staniszewski
Adam Staniszewski (ur. 8 lipca 1889 w Krakowie, zm. wiosną 1940 w Charkowie) – polski działacz niepodległościowy, taternik, przemysłowiec, porucznik kawalerii Wojska Polskiego, ofiara zbrodni katyńskiej.

## Życiorys
Syn Walentego (1859–1920), adwokata i Aldony z Żędzianowskich (1864–1920) urodzony 8 lipca 1889 w Krakowie. Był bratem Zofii i Karola (1904–1976), doktora praw.
W 1908 został członkiem Sekcji Turystycznej Towarzystwa Tatrzańskiego. Służył w Legii Cudzoziemskiej w Algierii i Indochinach.
W czasie I wojny światowej walczył w szeregach 2 pułku ułanów Legionów Polskich. Służył także w Szpitalu Koni Artylerii. W 1917 został wymieniony we wniosku Komendy Legionów Polskich o odznaczenie austriackim Krzyżem Wojskowym Karola. 15 lipca 1919 jako podoficer byłych Legionów Polskich został mianowany z dniem 1 czerwca 1919 podporucznikiem w kawalerii i przydzielony do 2 pułku ułanów. 21 sierpnia tego roku został przeniesiony do 3 pułku dragonów. Walczył na wojnie z bolszewikami w szeregach 18 pułku ułanów. 19 stycznia 1921 został zatwierdzony z dniem 1 kwietnia 1920 w stopniu porucznika, w kawalerii, w grupie oficerów byłych Legionów Polskich. Z dniem 25 października 1921 został zdemobilizowany i przydzielony w rezerwie do 1 pułku szwoleżerów. 8 stycznia 1924 został zatwierdzony w stopniu porucznika ze starszeństwem z 1 czerwca 1919 i 460. lokatą w korpusie oficerów rezerwy jazdy. Posiadał wówczas przydział w rezerwie do 6 pułku strzelców konnych w Żółkwi. W 1934, jako oficer rezerwy pozostawał w ewidencji Powiatowej Komendy Uzupełnień Lwów Miasto. Posiadał przydział do Oficerskiej Kadry Okręgowej Nr VI. Był wówczas w grupie oficerów „powyżej 40 roku życia”. Mieszkał we Lwowie, a później w Katowicach przy ul. Konopnickiej 3.
W czasie kampanii wrześniowej 1939 – po agresji ZSRR na Polskę – dostał się do niewoli sowieckiej i osadzono go w obozie w Starobielsku. Wiosną 1940 został zamordowany przez funkcjonariuszy NKWD w Charkowie i pogrzebany potajemnie w bezimiennej mogile zbiorowej w Piatichatkach,  gdzie od 17 czerwca 2000 mieści się oficjalnie Cmentarz Ofiar Totalitaryzmu w Charkowie. Figuruje na tzw. liście Gajdideja (poz. 3258).
5 października 2007 minister obrony narodowej Aleksander Szczygło mianował go pośmiertnie na stopień kapitana. Awans został ogłoszony 9 listopada 2007 w Warszawie, w trakcie uroczystości „Katyń Pamiętamy – Uczcijmy Pamięć Bohaterów”.
Jego nazwisko nosi żleb w masywie Granatów, w polskich Tatrach Wysokich.

## Ordery i odznaczenia
- Krzyż Niepodległości – 16 marca 1933 „za pracę w dziele odzyskania niepodległości”[19][3][20]
- Krzyż Walecznych dwukrotnie (po raz drugi „za udział w b. Legionach Polskich”)[21]